# Glockengießerei Miller
Die Glockengießerei Miller war eine Glockengießerei am Gänsbühel in Hötting bei Innsbruck, die zwischen 1774 und 1854 im Besitz der Familie Miller war. Diese Gießerei, genannt Büchsenhausen, wurde bereits um 1500 von Peter Löffler gegründet. Die berühmten Gießerdynastien Löffler (Peter, Gregor, Hans Christof) und Reinhart (Johann Heinrich und Friedrich) wirkten hier. Josef Georg Miller war der letzte Inhaber, nach seinem Tod 1854 wurde die Gießerei geschlossen.

## Inhaber
- Simon Peter Miller (* ca. 1746 in Innsbruck; † 17. Februar 1804 ebenda) erlernte den Glockenguss bei Martin Feltl in Graz und heiratete am 8. Februar 1774 dessen Tochter Maria. 1774 erwarb er die bestehende Gießerei Büchsenhausen und führte sie zu erneuter Blüte. Als erster Glockengießer in Innsbruck verwendete er eine Barockrippe, die er wohl von Feltl übernommen hatte. Von seinen Glocken, die sich durch sehr gute Klangqualität und reiche barocke Zier auszeichnen, sind nur noch wenige Exemplare erhalten.
- Josef Georg Miller (* 1778 in Hötting; † 9. Dezember 1854 ebenda), Sohn Simon Peter Millers, übernahm die Gießerei nach dessen Tod 1804. Er gilt als einer der bedeutendsten Gießer des 19. Jahrhunderts in Österreich und hat auch sehr viel gegossen. Seine Glocken besitzen wie die seines Vaters gute bis ausgezeichnete Klangqualität und reiche Zier. Sein berühmtestes Werk ist die Kaiserglocke in Kitzbühel, die als klangschönste Glocke Tirols gilt. Sonst sind von ihm nur noch einige kleine Glocken erhalten. Josef Georg Miller war unverheiratet. Mit seinem Tod starb die Gießerfamilie Miller aus, zugleich endete der Glockenguss in Büchsenhausen.

## Werke
Unter den wenigen erhaltenen Glocken der Gießerei Miller befinden sich folgende bedeutende Werke:
Von Simon Peter Miller:
- Pfarrkirche von Mils bei Hall: Räuberglocke, gegossen 1795. Ihr Schlagton ist d1, ihr Durchmesser 145 cm. Den ausgefallenen Namen hat diese Glocke von ihrer Vorgängerin übernommen, die 1791 bei einem Brand der Kirche zerstört worden war. Er beruht auf folgender Sage: der Gießer dieser alten Glocke soll nicht nur Glockengießer in Volderwald, sondern auch Straßenräuber gewesen sein. Als er schließlich gefasst und zum Tod verurteilt wurde, bat er um die Gunst, noch eine letzte Glocke gießen zu dürfen, was ihm auch gewährt wurde. Die Glocke gelang meisterhaft, doch ihr erstes Geläut erklang zur Hinrichtung des Meisters. Historisch ist diese Begebenheit allerdings nicht nachzuweisen, da diese alte Glocke nicht mehr original erhalten ist.

Von Josef Georg Miller:
- Liebfrauenkirche von Kitzbühel: Kaiserglocke, gegossen 1845 als Umguss der gesprungenen großen Glocke des Innsbrucker Doms (damals noch Stadtpfarrkirche). Ihr Schlagton ist gis0, ihr Gewicht beträgt 6.374 kg, und ihr Durchmesser 215 cm. Auch diese Glocke hat eine besondere Geschichte: sie war ursprünglich für den Innsbrucker Dom bestimmt, wurde aber wegen eines Schönheitsfehlers – eine Delle an der Haube durch einen herabfallenden Ziegelstein – nicht angenommen. Zudem war durch einen Fehler bei der Herstellung der Form der Schlagton der Glocke um etwa einen Halbton höher als gefordert. Miller musste der Pfarre den Preis für das zur Verfügung gestellte Metall bezahlen und auch die für die Glockenzier eigens hergestellten Modeln herausgeben. Er versuchte daraufhin, die Glocke anderweitig zu verkaufen, wobei er sich als Preis mit dem reinen Materialwert begnügte. Schließlich wurde Baumeister Sebastian Schweinester aus Kitzbühel auf diese Glocke aufmerksam. Es gelang ihm, seine Heimatgemeinde davon zu überzeugen, sie zu erwerben, und initiierte dafür eine Spendenaktion. 1847 wurde die Glocke dann tatsächlich für Kitzbühel erworben, wo sie noch heute vom Turm der Liebfrauenkirche läutet. Sie gilt als klangschönste Glocke Tirols. Ihren Namen Kaiserglocke erhielt sie erst im Ersten Weltkrieg, da sie durch einen besonderen Erlass des Kaisers von der Ablieferung zu Kriegszwecken verschont blieb. Sie ist übrigens der Innsbrucker Domglocke, die schließlich von Johann Grassmayr gegossen wurde, zum Verwechseln ähnlich. Beide tragen die gleiche Glockenzier und auch nahezu die gleichen Inschriften, denn Grassmayr verwendete dafür dieselben Modeln wie Miller. Auch Gewicht und Größe sind nahezu gleich.